# Roupala obovata
Roupala obovata är en tvåhjärtbladig växtart som beskrevs av Carl Sigismund Kunth. Roupala obovata ingår i släktet Roupala och familjen Proteaceae. Inga underarter finns listade i Catalogue of Life.